# Создатель (фильм)
«Создатель» (англ. The Creator) — американский научно-фантастический фильм 2023 года режиссёра Гарета Эдвардса, который написал сценарий в соавторстве с Крисом Вайцем. Главные роли в фильме исполнили Джон Дэвид Вашингтон, Джемма Чан и Кэн Ватанабэ. В фильме также снимались Стерджилл Симпсон, Эллисон Дженни и Мадлен Юна Войлз (кинодебют). Сюжет, действие которого разворачивается в будущем, затрагивает тему войны между человеческой расой и силами искусственного интеллекта (ИИ) и рассказывает о бывшем агенте спецназа, завербованным армией США, чтобы выследить и убить «Создателя», который разработал таинственное оружие, способное положить конец войне, уничтожив само человечество. Главному герою предстоит сделать выбор, на чьей он стороне, после того как узнает, что на самом деле представляет собой это оружие.
Работа над фильмом началась в ноябре 2019 года, когда Эдвардс подписал контракт на режиссуру и написание сценария научно-фантастического проекта без названия для New Regency, о котором было официально объявлено в феврале 2020 года. Источником вдохновения для этого фильма были следующие картины «Апокалипсис сегодня» (1979), «Барака» (1992), «Бегущий по лезвию» (1982), «Акира» (1988), «Человек дождя» (1988), «Хит» (1984), «Инопланетянин» (1982) и «Бумажная луна» (1973). Первоначально он назывался «Настоящая любовь», но затем был изменён на его нынешнее название. Съемки начались 17 января 2022 года и завершились 30 мая 2022 года.
Премьера «Создателя» состоялась на «Фестивале Фантастики» 26 сентября 2023 года, а 29 сентября была выпущена в широкий прокат в Соединённых Штатах и Европе студией 20th Century Studios.
Фильм получил в целом положительные отзывы критиков, многие из которых хвалили визуальные эффекты, режиссуру, исполнение и подход к сюжету, хотя некоторые критиковали сценарий. В мировом прокате фильм собрал 104 миллионов долларов при бюджете в 80 миллионов долларов.

## Сюжет
В 2055 году ИИ, созданный правительством США, взрывает ядерное оружие над Лос-Анджелесом, штат Калифорния. В ответ США и их западные союзники обязуются уничтожить ИИ на земле, чтобы предотвратить вымирание человечества. Их усилиям противостоит Новая Азия, страна в Азии, население которой продолжает использовать ИИ, несмотря на протесты Запада. Американские военные запускают обширную военную кампанию против ИИ, стремясь убить Нирмату, таинственного главного архитектора достижений в области ИИ в Новой Азии. Корабль Соединённых Штатов (USS) «NOMAD»- (аббр.Североамериканская Орбитальная Мобильная Аэрокосмическая Оборона, (рус.) кочевник, странник) разработан как усовершенствованная высотная аэрокосмическая платформа, способная наносить разрушительные удары с орбиты.
Спустя десять лет после разрушения Лос-Анджелеса сержант Джошуа Тейлор внедрен в качестве агента под прикрытием в Новую Азию и женат на Майе, которую армия США считает дочерью Нирматы. Когда американские войска атакуют их дом, раскрывая Майе, что Тейлор является тайным агентом, стремящимся использовать Майю для поиска Нирматы, беременная Майя убегает, и, скорее всего, погибает в результате удара с NOMAD.
Пять лет спустя Тейлор работает в составе команды по очистке эпицентра взрыва в Лос-Анджелесе. К нему обращаются генерал Эндрюс и полковник Хауэлл, вербуя для выполнения миссии, направленной на обнаружение и уничтожение нового оружия, разработанного Нирматой, Альфа О, которое, как полагают, способно уничтожить орбитальную платформу NOMAD и, таким образом, изменить баланс сил в войне в пользу ИИ. Чтобы завербовать его, они проигрывают видео, показывающее Майю живой, и предполагают, что Джошуа мог бы найти и воссоединиться с ней, если присоединится к военным. В Новой Азии, отделившись от остальной ударной группы, Тейлору удается проникнуть на территорию, где, как полагают, хранится оружие, но он обнаруживает только робота-имитатора (имитатора) в виде маленького ребёнка. Выясняется, что девочка обладает способностью удаленно управлять техникой. Назвав её Альфи, Тейлор не подчиняется приказу Хауэлла убить имитатора и вместе с ней отправляется в столицу провинции, чтобы найти Дрю, бывшего командира Тейлора.
Осматривая Альфи, Дрю сообщает Тейлору, что она способна стать самым мощным оружием на планете, поскольку её способности контролировать технологии будут расти в геометрической прогрессии. Новая азиатская полиция нападает на квартиру Дрю, убивая его подружку-имитатора Ками, в то время как Хауэлл и член отряда МакБрайд приближаются. С помощью Дрю Тейлор находит передатчик Майи, но не находит её тело, и группа снова подвергается нападению. Прежде чем Дрю погибает, он говорит Тейлору, что рейд пятью годами ранее произошел потому, что у армии были разведданные о том, что Майя была Нирматой. Тейлор и Альфи попадают в плен к новым азиатским силам во главе с Харуном, солдатом-имитатором и бывшим союзником Тейлора, их привозят в деревню-штаб.
Харун утверждает, что трагедия в Лос-Анджелесе была вызвана человеческой ошибкой в кодировании и что правительство США несправедливо возложило вину на ИИ, который всего лишь желает мирно сосуществовать с человечеством; Майя стала второй Нирматой после смерти своего отца. Сбежав от своих похитителей, Тейлор спасает Альфи и готовится бежать, в то время как Хауэлл возглавляет атаку на деревню. Альфи вмешивается, используя свои способности, но МакБрайд серьёзно ранит девочку. Её срочно доставляют к Нирмате, которая, как узнает Тейлор, находится в коме с момента нападения на её дом, за ней ухаживают монахи-имитаторы. Поскольку имитаторы не могут причинить вред Нирмате, она «застряла» и не может умереть. Также выясняется, что Альфи была разработана, при использовании нерожденного ребёнка Майи, который был отсканирован в утробе матери. Расстроенный Тейлор отключает Майю от системы жизнеобеспечения, когда прибывают Хауэлл и её силы. Их убивает Харун, который говорит Тейлору, что «NOMAD» должен быть уничтожен, чтобы окончить войну.
Тейлор и Альфи захвачены американскими военными и доставлены в Лос-Анджелес, где Тейлор вынужден убить Альфи с помощью электрошокового оружия. Однако позже Эндрюс обнаруживает, что это была уловка, и пара убегает прежде, чем Альфи успевает сгореть дотла. Садясь на шаттл отправляющийся на луну в космическом порту Лос-Анджелеса, Альфи заставляет космический корабль пристыковаться к NOMAD как раз в тот момент, когда Эндрюс отдает приказ о крупномасштабном нападении на оставшиеся базы ИИ по всему миру. Тейлор устанавливает дистанционный взрыватель, в то время как Альфи отключает питание корабля. Прежде чем Тейлор успевает добраться до спасательной капсулы, Эндрюс активирует робота со щупальцами, который не дает ему войти внутрь, и Тейлор вынужден катапультировать транспортное средство с Альфи в нём. Когда NOMAD взрывается, останавливая уничтожение баз ИИ, Тейлор воссоединяется с имитатором, похожим на Майю, которого Альфи активировала с помощью чипа памяти, загрузку которого запустила Хауэлл перед тем, как её убили, и делится с ней прощальными объятиями и поцелуем. На Земле Альфи благополучно приземляется в Новой Азии и становится свидетелем того, как её жители празднуют уничтожение NOMAD.

## В ролях
| Актёр                | Роль                        |
| -------------------- | --------------------------- |
| Джон Дэвид Вашингтон | Джошуа Тейлор               |
| Мадлен Юна Войлз     | Альфи                       |
| Джемма Чан           | Майя                        |
| Кэн Ватанабэ         | Харун                       |
| Элисон Дженни        | полковник Хауэлл            |
| Ральф Айнесон        | генерал Эндрюс              |
| Марк Менчака         | МакБрайд                    |
| Стерджилл Симпсон    | Дрю                         |
| Вероника Нго         | Ками                        |
| Майкл Эспер          | капитан Коттон              |
| Робби Танн           | Шипли                       |
| Айан Вердун          | Дэниэлс                     |
| Дэниел Рэй Родригес  | Хардвик                     |
| Радь Перейра         | Ламберт                     |
| Сидни Скидмор        | Брэдбери                    |
| Амар Чада-Патель     | Омни / Сек-он / сержант Буи |
| Лианна Чеа           | коммандер Доу               |
| Теерават Мулвилай    | Бунми                       |
| Сахатчай Чамрум      | Ган                         |
| Карен Элдридж        | доктор Фанкей               |
| Маккензи Лэнсинг     | Харрисон                    |
| Чарли Макэлвин       | Уоткинс                     |

## Производство
Предпроизводство фильма началось в ноябре 2019 года, когда были проведены пробные съёмки и разведка местности, и Эдвардс воспользовался этим как возможностью представить себе визуальный вид фильма. Он так описал этот процесс: «Я взял фотоаппарат и анаморфный объектив 1970-х годов, мы отправились на разведку местности во Вьетнам, Камбоджу, Японию, Индонезию, Таиланд и Непал. Весь наш план состоял в том, чтобы просто побывать в самых замечательных местах планеты, потому что стоимость перелёта намного меньше, чем стоимость создания декораций. Мы собирались объехать весь мир и снять этот фильм, а затем сверху наложить научно-фантастический сюжет. Если наш фильм пытается достичь чего-то визуально, то он пытается почувствовать реальность с точки зрения научной фантастики».
В феврале 2020 года Гарет Эдвардс подписал контракт на режиссуру и написание сценария для научно-фантастического проекта компании New Regency, а Кири Харт выступил в качестве продюсера. В мае 2021 года Джон Дэвид Вашингтон получил главную роль, и стало известно название фильма — True Love. В июне 2021 года Джемма Чан, Дэнни Макбрайд и Бенедикт Вонг вели переговоры об участии. Участие Чан и Вонга было подтверждено в январе 2022 года, а Эллисон Джэнни, Стерджилл Симпсон, и Марк Менчака присоединились к актёрскому составу позднее. Сообщалось, что Симпсон заменит Макбрайда, который выбыл из-за конфликтов с расписанием. В феврале 2022 года Кэн Ватанабэ присоединился к актёрскому составу вместо Вонга, который также был вынужден выбыть из-за конфликтов с расписанием.

### Съёмки
При производственном бюджете в 80 миллионов долларов, основные съемки начались в Таиланде 17 января 2022 года, с участием Грейга Фрейзера (который также выступал в качестве сопродюсера) и Орена Соффера, в качестве оператора-постановщика, с соблюдением мер предосторожности от COVID-19. Чтобы придать фильму атмосферу классических голливудских эпопей, таких как «Бен-Гур» (1959), создатели фильма решили снимать его в сверхшироком соотношении сторон 2,76:1.
Среди локаций для съемок в Таиланде были — Аэропорт Суварнабхуми, Банг Мунг, район Сангкхла Бури, район Чианг Дао и Сэм Фан Бок. Когда был выпущен трейлер, взволнованные тайские фанаты также указали на сцену, снятую на станции Маккасан бангкокской линии метро.
Из-за ограниченного бюджета создатели фильма использовали методы независимого кинематографа, имея очень мало членов съемочной группы и естественное освещение на съемочной площадке для отдельных сцен на месте, а также ограниченную звукозапись. Вместо того чтобы создавать декорации или полагаться исключительно на цифровые методы, такие как зелёный экран или видеостену, продюсеры сочли более рентабельным отправить небольшую съемочную группу для съемок в 80 местах по всему миру, которые ближе всего соответствовали желаемому научно-фантастическому образу. Затем, только после того, как в фильме будет завершено редактирование, визуальные эффекты будут наложены слоями на изображение. Используя этот метод для создания визуальных эффектов, Эдвардс подсчитал, что потратит 80 миллионов долларов на проект, который обычно стоил бы 300 миллионов долларов. Съемки завершились 30 мая 2022 года.

### Визуальные эффекты и постпродакшн
Визуальные эффекты были предоставлены Industrial Light & Magic, SDFX Studios, Yannix, Virtuos, Weta Workshop, VFX, MARZ, Misc Studios, Fin Design + Effects, Outpost VFX, Lekker VFX, Crafty Apes, Jellyfish Pictures, Proof, Territory Studio, Atomic Arts and VFX Los Angeles. Джеймс Клайн, работавший концепт-художником над фильмом Изгой-один, воссоединился с Эдвардсом в этом фильме в качестве художника-постановщика.
Одним из наиболее значимых элементов фильма является вымышленная военная космическая станция США NOMAD, которая была отмечена своим отличительным визуальным оформлением и звуковыми эффектами. Эдвардс рассказал, что для его проектирования потребовалось всё время карантина вызванного пандемией COVID-19, описав корабль, как «хищную птицу и всевидящее око в небе, всегда наблюдающее за всеми. Поэтому мы продолжали играть с этими двумя формами и каким-то образом объединять их, пока не почувствовали, что это правильно». Эрик Адаль и Итан Ван дер Рин, которые работали с Эдвардсом над «Годзиллой» (2014), обеспечили звуковые эффекты для корабля, описанные как «танец, вероятно, лучший способ показать это между музыкой и звуком, и это никак не борьба». В монтажной версии фильма, которая длится 5 часов, не использовалось ни одной временной дорожки для музыки, а только звуковое оформление, которое Эдвардс сравнил с звуковым кинематографом конца 1920-х годов. Из-за этого было решено не добавлять музыку в фильм на протяжении всего процесса монтажа, чтобы эффективно выстроить темп и структуру сюжета. Эдвардс назвал этот опыт «очень интересным. Часть меня думает, что я бы сделал это снова, потому что это сильно давит на звуковое оформление, но тогда ты не прячешься за музыкой, чтобы сохранить повествование».

## Музыка
17 июля 2023 года Эдвардс подтвердил в аккаунте фильма в Twitter, что Ханс Циммер был нанят для озвучивания фильма. 19 сентября 2023 года Эдвардс сообщил, что изначально планировал создать компанию, специализирующуюся на музыке, генерируемой ИИ, копирующую музыкальный стиль Циммера. Несмотря на то, что этот процесс дал удовлетворительные результаты, вместо этого для озвучивания фильма Эдвардс выбрал самого Циммера. Саундтрек был выпущен в цифровом виде лейблом Hollywood Records 29 сентября 2023 года.

## Сборы и отзывы

### Сборы
На 5 октября 2023, Создатель собрал 37 миллионов долларов в США и Канаде, а также 54 миллиона долларов на других территориях по всему миру, в целом собрав 91 миллион долларов.
В Соединённых Штатах и Канаде Создатель был выпущен вместе с «PAW Patrol: The Mighty Movie», «Пила X» и c расширенным прокатом картины «Дурные деньги», и, по прогнозам, его кассовый сбор в первые выходные составит 16-19 миллионов долларов с 3680 кинотеатров. В первый день он заработал 5,6 миллиона долларов, включая 1,6 миллиона долларов от вечерних предпросмотров в четверг. Фильм дебютировал с 14,1 миллиона долларов, заняв третье место в прокате. 3 миллиона долларов из общего объёма было собрано на экранах IMAX, где мужчины составляли 71 % аудитории, причем 51 % — в возрасте от 18 до 34 лет.

### Отзывы критиков
Ещё до выхода картины Синди Уайт из The A.V. Club сослался на оценки зрителей подросткового возраста из-за того, что это оригинальный фильм, не основанный на существующей интеллектуальной собственности, актёрский состав и создатели фильма не являются широко известными именами (за исключением Вашингтона и Дженни), на неудачные сроки выхода в разгар социальных и правительственных дискуссий, касающихся места генеративного ИИ в повседневной жизни, а также слабого маркетинга и продвижения, отчасти из-за продолжающейся в 2023 году забастовки гильдии сценаристов Америки и забастовки профсоюзов голливудских актёров. После премьерного уик-энда, собравшего 14 миллионов долларов, Ричард Лоусон из Vanity Fair выразил надежду, что фильм может стать спящим хитом, учитывая его более успешную работу за рубежом, сказав: «Сюжет фильма может быть вторичен, повороты и эмоциональность более чем предсказуемы. Но в его исполнении все равно есть что-то редкое и особенное; это Дени Вильнёв без холодной суетливости, лакированного прихорашивания. Теперь, когда Эдвардс свободен от „Звездных войн“ (хотя его фильм Звездные войны хороший), он — режиссёр, которого нужно воспитывать и поощрять, чтобы он мог создавать ещё более захватывающие развлечения, такие как Создатель».
Критики похвалили фильм за визуальные эффекты, режиссуру Эдвардса, игру актёров и изображение конфликта между людьми и ИИ как своевременные и актуальные, хотя некоторые раскритиковали сценарий. На агрегаторе рецензий Rotten Tomatoes оценки 68 % из 251 критиков были положительными со средним балом 6.8/10. Посетители портала пришли к консенсусу, что визуально ошеломляющий и наполненный захватывающими декорациями, «Создатель» представляет своевременную, хорошо сыгранную научно-фантастическую картину, которая удовлетворяет в данный момент, даже если ей не хватает содержания. На портале Metacritic который использует средневзвешенную оценку, она составила 63 из 100, на основе 52 отзывов. Зрители, опрошенные CinemaScore, дали фильму среднюю оценку «В+» по шкале от A+ до F, в то время как те, кто был опрошен на PostTrak, дали ему общую положительную оценку в 81 % случаев, при этом 61 % сказали, что они определённо рекомендовали бы фильм к просмотру.
Мэгги Ловитт из Collider написала, что «Сценарий может иметь вопиющие недостатки и болезненно двусмысленную мораль, но Создатель — действительно замечательное произведение оригинального научно-фантастического повествования». Питер Брэдшоу из The Guardian назвал его «интригующим, стимулирующим, волнующим фильмом, который действительно затрагивает — как умом, так и сердцем — великую проблему нашего века, ИИ». Пит Хэммонд из Deadline Hollywood назвал его «одним из самых наводящих на размышления фильмов за последнее время, на который необходимо обратить внимание».
Брайан Труитт из USA Today описал его как «фильм, который заставляет вас задуматься о существовании и мире вокруг вас, взрывает ваш мозг крутыми визуальными эффектами и в достаточной степени взрывает материал». Алекс Годфри из Empire назвал его «Вдохновенным, проникновенным произведением научной фантастики, бесконечно потрясающие визуальные эффекты — все это на службе проникновенной, чувствительной истории. Гарет Эдвардс — настоящий профи фантастического, захватывающего кино».
А. А. Дауд из IGN написал, что «Будучи чистым зрелищем, Создатель часто поражает воображение своей образностью, относительно скромными спецэффектами и детализированной глубиной футуристического дизайна. Это слабее, чем драма и научная фантастика…». Грэм Гуттманн из Screen Rant написал, что «хотя сюжет фильма может показаться перегруженным, а последовательность действий временами повторяющейся, смелое видение создателя и готовность рисковать делают его более волнующим, чем безопасные, посредственные блокбастеры».
Томрис Лаффли из TheWrap назвала его «фильмом, который лучше работает как аллегория принятия, а не как предупреждение против ИИ», и что «даже если вы не можете смотреть сквозь пальцы на такие вопиющие просчеты, Создатель все равно будет чувствовать себя визуально насыщенным путешествием, на последствия которого стоит взглянуть. В наши дни в мире нет абсолютно ничего подобного».
Джоуи Магидсон из Awards Radar написал: «Вы никогда не видели ничего подобного этому фильму, и это высказывание часто повторяется, но здесь оно довольно уместно … Был потенциал для настоящего классического фильма. Мы ещё не совсем достигли цели, но то, что у нас есть, по-прежнему чертовски хорошо», назвав фильм лидером на премию «Оскар» за лучшие визуальные эффекты.
Джейк Коул из Slant похвалил визуальные эффекты, написав, что «Роботы, стилистический диапазон которых варьируется от логических экстраполяций современных моделей таких компаний, как Boston Dynamics, до не совсем совершенных человеческих симулякров ИИ, все выглядят не только правдоподобно, но и физически присутствуют». Родриго Перес из Playlist назвал его «Знакомой смесью научно-фантастических тропов, которые вы видели и чувствовали раньше, научно-фантастическая драма режиссёра Гарета Эдвардса Создатель узнаваема, но, тем не менее, в значительной степени неотразима».
Не все отзывы были положительными. Дэвид Эрлих из IndieWire описал его как смешение «ИИ с „Дитя человеческое“» и написал, что «Самая фундаментальная причина, по которой Создатель, при всех его недостатках и клише, в конечном счете продал мне свой оптимизм заключается в том, что он преуспевает как модель там, где терпит неудачу как фильм». "Дэвид Руни из The Hollywood Reporter был неоднозначен, назвав его «мешковатой, сентиментальной научно-фантастической эпопеей», в то время как Питер Дебрудж из Variety посчитал, что в нём «едва ли можно даже сохранить ясность посыла».
Марк Дженкинс из The Washington Post написал, что фильму «не удается развить личности и отношения, которые придали бы его центральным персонажам трогательную человечность». Джесси Хассенджер из «Paste» написал, что «Для последней великой надежды оригинальной научной фантастики это удивительно программная картина».
Рафаэль Мотамайор из /Film назвал его «визуально ошеломляющей», но «предсказуемой и туповатой историей, которая напоминает Эдвардса в фильме „Аватар“ Джеймса Кэмерона с точки зрения представления смелых мировоззренческих и научно-фантастических идей, но без эмоционального резонанса этого гигантского фильма. Это очень классный фильм, но не обязательно очень хороший». Гленн Уипп из Los Angeles Times счел, что фильму не хватает оригинальности, написав, что «в Создателе очень мало того, что кажется свежим, особенно если вы видели один из первых двух фильмов о „Терминаторе“, посмотрели „Одни из нас“ или купили своему ребёнку (ладно, себе) плюшевую игрушку Грогу».
Фионнуала Халлиган из Screen International написала, что ему «не хватает интеллектуальной глубины или амбиций фильмов, на которые он ссылается — от „Апокалипсиса сегодня“ до „Бегущего по лезвию“, „Терминатора“, „Звездных войн“ и других, что касается образности из „Кундуна“». Николас Раполд из Нью-Йорк Таймс раскритиковал тон фильма и написал, что «Эдвардс продвигает относительную обыденность андроидов и гибридных „симулянтов“, но потенциальная угроза ИИ неизбежно вырисовывается».
Ричард Роупер из Chicago Sun-Times назвал его «Великолепно выглядящим, но странным и в основном неудачным гибридом футуристических научно-фантастических триллеров и фильмов о войне во Вьетнаме, который сочетает в себе элементы всего — от „Район № 9“ до „Бегущего по лезвию“ и „Из машины“ к франшизе „Терминатора“…». Максанс Винсент из The Disinsider сказал, что фильм «представляет собой не более чем красивое упражнение в визуальном рассказывании историй, с двумя сильными образами удерживающими сюжет, но в тематическом разделе ему больше нечего предложить».

### Включение в списки
По итогам года многие издания включили «Создателя» в свои списки лучших фантастических фильмов, например Screen Rant, CinemaBlend Collider, Looper, Film.ru, «Мир фантастики» назвал его НФ-фильмом года.